# Uasin Gishu (hạt)
Hạt Uasin Gishu là một hạt thuộc tỉnh Rift Valley ở Kenya. Theo điều tra dân số ngày 24 tháng 8 năm 1999, hạt này có dân số 622705 người. Hạt Uasin Gishu có diện tích 3328 km². Hạt lỵ đóng tại Eldoret.